# Quetiapina
La quetiapina es un antipsicótico atípico, utilizado en el tratamiento de la esquizofrenia y de los episodios maníacos y depresivos severos del trastorno bipolar.

## Descripción
La quetiapina no es un derivado de las benzodiazepinas.

## Farmacocinética

### Vías de administración
Oral.

### Metabolismo y metabolitos
La quetiapina se metaboliza en el hígado.
La norquetiapina es un metabolito activo de la quetiapina que presenta una afinidad elevada por los transportadores de norepinefrina y tiene un efecto agonista parcial sobre los receptores (5-HT)1A de serotonina.

### Excreción
Renal

## Farmacodinámica

### Mecanismo de Acción
La quetiapina es un antagonista de los receptores (5-HT)1A y (5-HT)2A de serotonina, antagonista de los receptores D1 y D2 de dopamina, antagonista de los receptores H1 de histamina y antagonista de los receptores adrenérgicos α1 y α2.

### Efectos
Se piensa que la quetiapina ejerce su efecto antipsicótico en parte a través de su actividad como antagonista de los receptores de la serotonina y dopamina, específicamente los D2 de la dopamina, el adrenoreceptor alfa-1 y alfa-2 y los receptores de la serotonina 5-HT2. Tiene además afinidad sobre los receptores 5-HT1A, donde actúa como agonista parcial.
Exploraciones PET en serie, evaluado la ocupancia los receptores D2 por la quetiapina mostraron que se disocian rápidamente de estos. Teóricamente, esto permite a las fuentes fisiológicas normales de dopamina ejecutar normalmente sus efectos en áreas como el nigroestriado y las vías tuberoinfundibulares, minimizando de este modo el riesgo de efectos secundarios como pseudoparkinson y elevaciones de la prolactina.
La quetiapina también ha mostrado un efecto antagonista sobre el receptor H1 de la histamina. Se piensa que esto es el responsable de los efectos sedantes del fármaco.

## Uso clínico

### Indicaciones
La quetiapina está indicada para el tratamiento de la esquizofrenia, en cuyo caso se utilizan altas dosis del medicamento, así como para el tratamiento de episodios maniacos agudos asociados con el trastorno bipolar tipo I y como monoterapia o como terapia combinada con otros fármacos. Se utiliza en determinadas ocasiones en el tratamiento del trastorno límite de la personalidad (TLP), junto a otros psicofármacos. La quetiapina fue aprobada inicialmente para el tratamiento de la esquizofrenia por la FDA en 1997. En 2004 fue aprobado para su segunda indicación para los síntomas asociados con la manía en el tratamiento del trastorno bipolar. También se usa a veces, fuera de indiciación (off-label) para tratar como agente amplificador de la medicación prescrita para el trastorno obsesivo-compulsivo, trastorno por estrés postraumático, síndrome de las piernas inquietas, autismo, alcoholismo y también se ha empleado por facultativos como sedante para pacientes con trastornos del sueño o de ansiedad severos.
En 2005 el New England Journal of Medicine mostró que la quetiapina y otros antipsicóticos atípicos no eran más eficaces que la perfenacina (Trilifon), un antipsicótico típico, en el tratamiento de la esquizofrenia. No obstante, fue respondido por un ensayo CATIE, auspiciado por AstraZeneca y otras importantes compañías fabricantes, contradiciendo este estudio en ciertos aspectos.
Un artículo publicado en 2005 en el British Medical Journal mostró que la quetiapina era ineficaz para reducir la agitación entre los pacientes de Alzheimer, cuyo consumo entonces constituía el 29% de las ventas. De hecho, se encontró que la quetiapina empeoraba las funciones cognitivas en pacientes ancianos con demencia.
El NIH recomendó que no se usara la quetiapina y casi todos los otros fármacos psicotrópicos (lo que incluye todos los antipsicóticos atípicos, la mayoría de los antidepresivos y todas las benzodiacepinas) en pacientes menores de 18 años, observando que los adolescentes tomaban la quetiapina "pensando o planeando hacerse daño o suicidarse".

### Efectos adversos
| Reacciones adversas a quetiapina |                                |                             |
| Sistema implicado                | Grupo CIOSM                    | Tipo de reacción            |
| Metabólico                       |                                |                             |
| Poco frecuentes                  | - Alza de peso - Hiperglucemia |                             |
| Raros                            | - Efectos anticolinérgicos     |                             |
| Neurológico                      | Poco frecuentes                | - Sedación                  |
| Cardiológico                     | Poco frecuentes                | - Prolongación intervalo QT |

### Presentaciones
Listado de presentaciones:
- Quetidin® tabletas con o sin recubrir de 25mg, 100mg, 200mg, 300mg.
- Seroquel® comprimidos recubiertos con película de 25 mg, 50 mg, 100 mg, 200 mg, 300 mg.
- Ilufren® comprimidos recubiertos de 25 mg, 100 mg, 200 mg, 300 mg.
- Psicotric® comprimidos recubiertos de 25 mg, 100 mg, 200 mg, 300 mg.
- Qudix® comprimidos recubiertos de 25 mg, 100 mg, 200 mg, 300 mg.
- Rocoz® comprimidos recubiertos de 25 mg, 100 mg, 200 mg, 300 mg.
- Quetiazic comp. recubiertos de 100mg, 200mg, 300mg.
- Eufrenim® comprimidos recubiertos de 25mg, 100mg.

Marca comercial original: Seroquel®. Genérico bioequivalente: Quetidin®.
La patente de Seroquel caducó en septiembre de 2011, lo que ha permitido a otras compañías fabricar genéricos equivalentes.